# Meu lugar
Meu lugar è un album dal vivo della cantante brasiliana Anitta, pubblicato nel 2014.

## Tracce
Edizione Deluxe (iTunes)
1. Porta do Centro da Terra (Intro) – 2:51
2. Não Para – 3:14
3. Menina Má – 3:06
4. Proposta – 2:54
5. Cachorro Eu Tenho Em Casa – 2:32
6. Eu Sou Assim – 5:24
7. Fica Só Olhando – 4:03
8. Ritmo Perfeito – 2:54
9. Achei / Príncipe de Vento – 4:17
10. Zen – 2:44
11. Quem Sabe – 3:43
12. Musica de Amor – 3:06
13. Cobertor (feat. Projota) – 3:06
14. Mulher (feat. Projota) – 3:02
15. Eu Vou Ficar (Remix) (feat. PH) – 2:31
16. Tá na Mira – 3:06
17. Meiga e Abusada – 3:47
18. Na Batida – 2:41
19. Movimento da Sanfoninha – 2:56
20. No Meu Talento – 2:44
21. Blá Blá Blá – 2:52
22. Show das Poderosas – 4:19
23. Vai e Volta (studio) – 2:52
24. Na Batida (studio) – 2:43
25. Música de Amor (studio) – 3:05
26. Cobertor (studio) (feat. Projota) – 3:04
27. Mulher (studio) (feat. Projota) – 2:45
28. Blá Blá Blá (studio) – 2:53
29. Quem Sabe (studio) – 3:43
30. No Meu Talento (studio) – 2:44
31. Ritmo Perfeito (studio) – 2:56
32. Blá Blá Blá (Extended Remix) (studio) – 3:25